# 28. октобар
28. октобар (28.10.) је 301. дан године по грегоријанском календару (302. у преступној години). До краја године има још 64 дана.

## Догађаји
- 97 — Преторијанска гарда је натерала цара Нерву да усвоји војсковођу Марка Улпија Трајана и прогласи га за свог наследника.
- 306 — Син римског цара Максимијана, Максенције, заобиђен приликом поделе власти 305., прогласио се за цара у Риму.
- 312 — Константин I је победио Максенција у бици код Милвијског моста, чиме је постао једини цар у западном делу Римског царства.
- 1453 — Угарски краљ Ладислав V Посмрче крунисан за краља Чешке у Прагу као Ладислав I.
- 1492 — Кристифор Колумбо на првом путовању преко Атлантика открио Кубу и прогласио је поседом Шпаније.
- 1516 — Османска војска под командом великог везира Синан-паше је поразила мамелуке у бици код Јаунис Хана близу Газе.
- 1628 — Краљевске трупе под кардиналом Ришељеом су после вишемесечне опсаде заузеле хугенотско упориште Ла Рошел.
- 1636 — У Кембриџу у Колонији Масачусетс је основан Харвард, најстарија образовна установа у САД.
- 1746 — У земљотресу у Перуу, у ком су разорени градови Лима и Каљао, погинуло најмање 18.000 људи.
- 1836 — Проглашена федерација Перуа и Боливије.
- 1886 — Председник САД Гровер Кливленд је открио Кип слободе, поклон од Француске поводом стогодишњице Декларације о независности.
- 1918 — После распада Аустроугарске у Првом светском рату, у Прагу преузео власт Национални комитет. Република Чехословачка с председником Томашем Масариком проглашена у новембру 1918.
- 1919 — Амерички конгрес је усвојио Закон о прохибицији, којим је забрањена продаја пића с више од пола процента алкохола.
- 1922 — Око 40.000 фашиста-црнокошуљаша Бенита Мусолинија кренуло из Напуља у марш на Рим.
- 1940 — Италијанске трупе су напале Грчку из Албаније, пошто је Грчка одбила ултиматум којим је Италија тражила војна упоришта на грчкој територији.
- 1962 — Окончана Кубанска ракетна криза, совјетски лидер Никита Хрушчов саопштио да је наредио повлачење ракета са Кубе, а председник САД Џон Кенеди да ће обуставити блокаду те земље.
- 1974 — Шефови арапских држава, укључујући јорданског краља Хусеина, усвојили Декларацију којом су затражили стварање независне палестинске државе.
- 1982 — На општим изборима у Шпанији убедљиву победу однела Социјалистичка радничка партија Фелипеа Гонзалеза.
- 1992 — Завршава се шаховски турнир у Тилбургу, Холандија. Побеђује Мајкл Адамс.
- 1995 — У пожару који је избио у метроу главног града Азербејџана, Бакуу, погинуло најмање 289, повређено 270 људи.
- 2000 — На Косову, у организацији администрације Уједињених нација, одржани локални избори, на којима је убедљиво победио Демократски савез Косова Ибрахима Ругове. Косовски Срби бојкотовали изборе, југословенске власти их нису признале.
- 2001 — Председник САД Џорџ Буш формирао Групу за праћење иностраних терориста, којом руководи јавни тужилац Џон Ешкрофт, а задатак групе да проналази и депортује стране држављане који илегално бораве у САД.

## Рођења
- 1017 — Хајнрих III, цар Светог римског царства (прем. 1056)
- 1466 — Еразмо Ротердамски, холандски књижевник, филолог и филозоф (прем. 1536)
- 1696 — Мориц Саксонски, француски маршал и војни писац (прем. 1750)
- 1815 — Људовит Штур, словачки политичар (прем. 1856)
- 1837 — Токугава Јошинобу, јапански владар (прем. 1913)
- 1860 — Џигоро Кано, јапански едукатор и атлетичар, оснивач џудоа (прем. 1938)
- 1884 — Милоје Милојевић, српски композитор, музиколог, педагог и критичар (прем. 1946)
- 1902 — Елса Ланчестер, енглеска глумица (прем. 1986)
- 1909 — Франсис Бејкон, енглески сликар (прем. 1992)
- 1914 — Џонас Солк, амерички микробиолог (прем. 1995)
- 1929 — Џоун Плаурајт, енглеска глумица (прем. 2025)
- 1930 — Берни Еклстон, „формула 1 супремо“
- 1933 — Гаринча, бразилски фудбалер (прем. 1983)
- 1934 — Хулио Хименез, шпански бициклиста (прем. 2022)
- 1937 — Лени Вилкенс, амерички кошаркаш и кошаркашки тренер
- 1938 — Љубиша Јеремић, српски професор, књижевни критичар, историчар и теоретичар књижевности (прем. 2018)[1]
- 1939 — Мирослав Церар, словеначки и југословенски гимнастичар
- 1949 — Кејтлин Џенер, америчка позната личност
- 1955 — Бил Гејтс, амерички информатичар и индустријалац
- 1956 — Махмуд Ахмадинежад, ирански политичар, шести председник Исламске Републике Иран
- 1963 — Ерос Рамацоти, италијански музичар
- 1967 — Џулија Робертс, америчка глумица и модел
- 1968 — Стивен Хантер, новозеландски глумац
- 1973 — Александар Станојевић, српски фудбалер и фудбалски тренер
- 1974 — Дејан Стефановић, српски фудбалер
- 1974 — Хоакин Финикс, порторикански глумац
- 1981 — Милан Барош, чешки фудбалер
- 1982 — Чедомир Витковац, српски кошаркаш
- 1982 — Мет Смит, енглески глумац
- 1984 — Обафеми Мартинс, нигеријски фудбалер
- 1985 — Тројан Белисарио, америчка глумица, редитељка, сценаристкиња и продуценткиња
- 1987 — Френк Оушен, амерички музичар, музички продуцент и фотограф
- 1989 — Камиј Мифа, француска пливачица (прем. 2015)
- 1995 — Милош Шатара, босанскохерцеговачки фудбалер
- 1996 — Џек Ајкел, амерички хокејаш на леду
- 1997 — Тејлор Фриц, амерички тенисер
- 1997 — Сијера Макормик, америчка глумица

## Смрти
- 1704 — Џон Лок, енглески филозоф. (рођ. 1632)
- 1923 — Стојан Протић, српски политичар и публициста. (рођ. 1857)
- 2005 — Љуба Тадић, позоришни и филмски глумац. (рођ. 1929)
- 2006 — Ред Ојербах, амерички кошаркашки тренер. (рођ. 1917)
- 2006 — Тревор Бербик, канадско-јамајкански боксер. (прем. 1954)[2]

## Празници и дани сећања
- 1636 — У Кембриџу, у америчкој држави Масачусетс, основан колеџ „Харвард“, најстарија образовна установа у САД.
- 1886 — На острву Бидл у њујоршкој луци председник САД Гровер Кливленд открио Статуу слободе, поклон Француске, коју је израдио Фредерик Огист Бартолди.
- 1940 — Охи дан
- Српска православна црква данас прославља
  - Свештеномученик Лукијан
  - Преподобни Јевтимије